# پشت‌بام‌ها
پشت‌بام‌ها (انگلیسی: Rooftops) یک فیلم درام جنایی به کارگردانی رابرت وایز است که در سال ۱۹۸۹ میلادی منتشر شد.

## بازیگران
- جیسون گدریک
- تروی بیر
- تیشا کمبل
- آلکسیس کروز
- آلن پاین
- لوئیس گازمن
- رابرت لاساردو
- پل هرمن
- لورن تام